# Босио, Джейми
Джейми Босио (англ. Jamie Bosio; 24 сентября 1991, Дублин, Ирландия) — гибралтарский футболист, полузащитник. Выступал за сборную Гибралтара.

## Биография

### Клубная карьера
Родился в 1991 году в столице Ирландии, городе Дублине. Заниматься футболом начал там же в академии клуба «Хоум Фарм». В 1999 году перешёл в академию английского клуба «Питерборо Юнайтед», но примерно через год переехал в Гибралтар, где продолжил заниматься в клубе «Глэсис Юнайтед».
Дебютировал в чемпионате Гибралтара в сезоне 2008/09 и на протяжении 5 лет продолжал выступать за «Глэсис Юнайтед». В 2013 году игрок подписал контракт с командой «Колледж Европа». Летом 2014 года Гибралтар, незадолго до этого вступивший в УЕФА, впервые был представлен в еврокубках. Вместе с «Колледж Европа» Босио принял участие в первом отборочном раунде Лиги Европы против клуба «Вадуц», причём в обеих встречах Босио выходил на поле в качестве капитана команды. По итогам двух матчей гибралтарский клуб потерпел поражение со счётом 0:4.
В 2015 году футболист подписал контракт с клубом «Линкольн Ред Импс». Дебютировал за команду 14 июля в матче второго отборочного раунда Лиги чемпионов УЕФА против датского «Мидтьюлланна». Однако вскоре Босио был отдан в аренду в Англию и провёл сезон в клубах девятого дивизиона «Эшфорд Юнайтед» и «Кентербери Сити». Вернувшись из аренды, игрок подписал контракт с «Гибралтар Юнайтед», где выступал на протяжении трёх сезонов.
В сезоне 2019/20 году Босио выступал в молодёжной команде «Линкольн Ред Импс», за которую провёл 5 матчей и забил 1 гол. В феврале 2021 года присоединился к «Глэсис Юнайтед», за который в оставшейся части сезона сыграл 4 матча и забил гол. Летом того же года завершил игровую карьеру.

### Карьера в сборной
Впервые был вызван в сборную Гибралтара в октябре 2014 года на матчи отборочного турнира чемпионата Европы 2016 против сборных Ирландии и Грузии, однако на поле не вышел. Дебютировал за сборную 7 июня 2015 года в товарищеском матче со сборной Хорватии, в котором провёл на поле все 90 минут и получил предупреждение. Всего в составе сборной провёл 12 матчей, последний — 25 марта 2018 года против Латвии.
Интересно, что в 2021 году за сборную Гибралтара дебютировал его тёзка-однофамилец Джеймс Ральф Босио.